# 普利亚克
普利亚克（法語：Pouliacq，法語發音：[puljak]）是法国大西洋比利牛斯省的一个市镇，属于波城区。

## 地理
普利亚克（43°31'36"N, 0°21'18"W）面积3.41 平方千米，位于法国新阿基坦大区大西洋比利牛斯省，该省份为法国东南部省份，涵盖了贝阿恩与北巴斯克，西临大西洋比斯開灣，北至朗德省，东北接热尔省，东临上比利牛斯省，南与西班牙接壤。
与普利亚克接壤的市镇（或旧市镇、城区）包括：库布吕克、加尔莱德蒙代巴、梅拉克、莱姆。

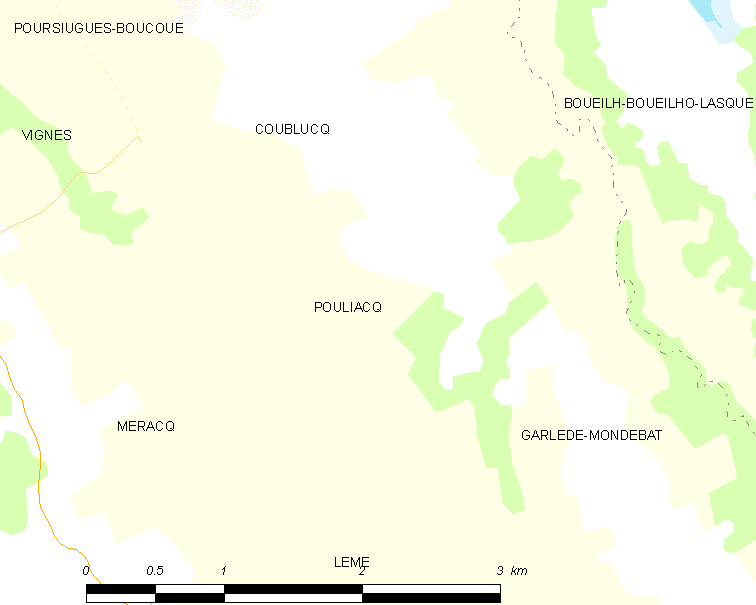
普利亚克的OSM定位图

普利亚克的时区为UTC+01:00、UTC+02:00（夏令时）。

## 行政
普利亚克的邮政编码为64410，INSEE市镇编码为64456。

## 政治
普利亚克所属的省级选区为吕伊河土地和维克比伊山坡县。

## 人口

1962-2008年间普利亚克人口变化图示

普利亚克于2022年1月1日时的人口数量为50人。